# 平井清
平井 清（ひらい きよし、1896年10月4日 - 1979年1月16日）は、日本のキリスト教聖職者。日本福音ルーテル教会牧師。

## 経歴
久留米ルーテル教会伝道者平井輝熊の長男として、福岡県遠賀郡に生まれる。1911年4月博多ルーテル教会で山内量平より受洗。1916年福岡県立中学修猷館を経て、同年九州学院（現・九州学院中学校・高等学校）神学部に入学。在学中に渡米してレノア・リン・カレッジ、フィラデルフィア・ルーテル神学校、更にドイツに渡ってライプツィヒ大学神学部で学び、1927年帰国。
名古屋の千種教会牧師、目黒（都南）教会初代牧師を歴任。日本ルーテル神学専門学校（1964年日本ルーテル神学大学となり、1996年ルーテル学院大学と改称）教授も務めた。1929年受按。1945年戦後直ちに日本聖書協会総主事に就任。敗戦後の荒廃した社会に、アメリカから贈られてきた日本語聖書を頒布した。1948年日本基督教団を離脱した最初の日本福音ルーテル教会総会の議長に選ばれている。1955年日本キリスト教協議会総幹事に就任。エキュメニカル運動（分裂したキリスト教の諸教派を一致させようとする運動）にも貢献した。
1962年熊本の九州女学院（現・ルーテル学院中学校・高等学校）院長に就任。女子教育に専念し、1967年牧師を定年退職するとともに院長も退任。引退後は、その語学力と英文学の才能を生かし、明星大学や昭和女子大学などの講師を病に倒れるまで務めた。
戦中戦後にかけて、日本福音ルーテル教会の指導的立場にあって、多くの後輩を育てた。